# JR West série 521
La série 521 (521系, 521-kei) est un type de rame automotrice exploitée par la compagnie West Japan Railway Company (JR West) dans la région du Kansai.
À l'origine toutes possédées et achetées par la JR West ,une partie de la flotte est passé sous le giron de compagnies privées (mais toujours entretenues dans les dépôts JR) lors de la cession d'une partie de la ligne principale Hokuriku au 3e secteur, lors de l'ouverture des prolongements successifs du Hokuriku Shinkansen .

## Aperçu
Ce modèle fut commandé pour remplacer les rames vieillissante de la ligne Hokuriku entre la gare de Nagahama et la gare de Tsuruga ,ainsi que celles de la ligne Kosei entre la gare de Nagahara et la gare d'Omi - Shiotsu .Pour cela elles devaient être bi-courantes 1500V/20000V la zone de séparation(l'endroit ou la tension dans la catenaire change) étant située au nord du lac Biwa. Elle a été conçue dans l'optique d'effectuer le même type de service que la série 223-2000 un réseau de banlieue, semi peri-urbain. La fabrication d’un train à deux voitures est d’environ 500 millions de yens (de l'époque).
Depuis 2009, leur introduction s'est étendue pour remplacer les séries 419 , 475, 457 , 413 et 415 dans la région de Kanazawa. Cela sert également de mesure pour soutenir la gestion des chemins de fer du troisième secteur qui ont été convertis à partir de la ligne principale de Hokuriku après l'extension et l'ouverture du Shinkansen Hokuriku entre la gare de Nagano et la gare de Kanazawa le 14 mars 2015 (Heisei 27). En 2024 ( Reiwa 6) , 16 rames ont été transférés au chemin de fer Ainokaze Toyama , 21 au chemin de fer IR Ishikawa et 16 à la ligne Hapi Fukui ( voir la section Transfert ). De plus, Ainokaze Toyama Railway et IR Ishikawa Railway ont eux-mêmes commandés des rames de type 521.
Il s'agit du premier nouveau train de banlieue bi-courant introduit par JR West (les précédents étant sous la JNR)

## Description

### Extérieure
L'acier inoxydable est utilisé et l'utilisation du soudage au laser a été élargie pour inclure les sections  du toit et des faces latérales de la carrosserie , ce qui donne une apparence lisse. Pour le nez ,on réutilise celui de la série 223-5000  et la conception de la structure est issue de la série 321 construite en même temps.
Le soc (chasse neige) est renforcé par rapport aux séries 223.Le plancher est a 1120mm pour un accès UFR total ce qui avait nécessité de rehausser des quais. Des ouïes sur le coté permettent de refroidir les moteurs des motrices. Le toit est légèrement plus bas au niveau du pantographe pour maintenir une distance d'isolement
Pour ce qui est de la livrée ,la série a ,à l'instar des séries 223, une une large bande marron au niveau des fenêtres son épaisseur faisant la hauteur de celles-ci. Sous les fenêtres une blanche assez fine entourée de deux bandes bleues sont présentes.

### Intérieure
Comme le train circule dans des régions "froides", un interrupteur de commande de porte est installé à côté des portes à l'intérieur du véhicule . Au début, cela n'était possible qu'en hiver, mais depuis le 1er avril 2011, les portes passagers peuvent être ouvertes et fermées toute l'année à l'aide de ces boutons.
La disposition des sièges est fondamentalement la même que celle de la série 223-5000, avec quatre sièges de front sur deux rangées , et cinq rangées de sièges longitudinaux convertibles entre les portes. Contrairement à la série 223 il n'y a pas de strapontins dans les zones près des portes ,entre autres, en raison de l'installation de machines d'émission de billets.La remorque (KuHa 520) à des toilettes accessibles UFR et aussi un espace UFR situé a proximité. Quand les 521 sont exploitées en UM (Unités multiple , trains accouplés) ,on peut transiter d'un train a l'autre grâce a l'intercirculation située a coté de la cabine conducteur.
Au-dessus des portes à l'intérieur des voitures, des affichages de numéros de voiture et des affichages d'information voyageur à défilement LED similaires à ceux de la série 223 sont installés.

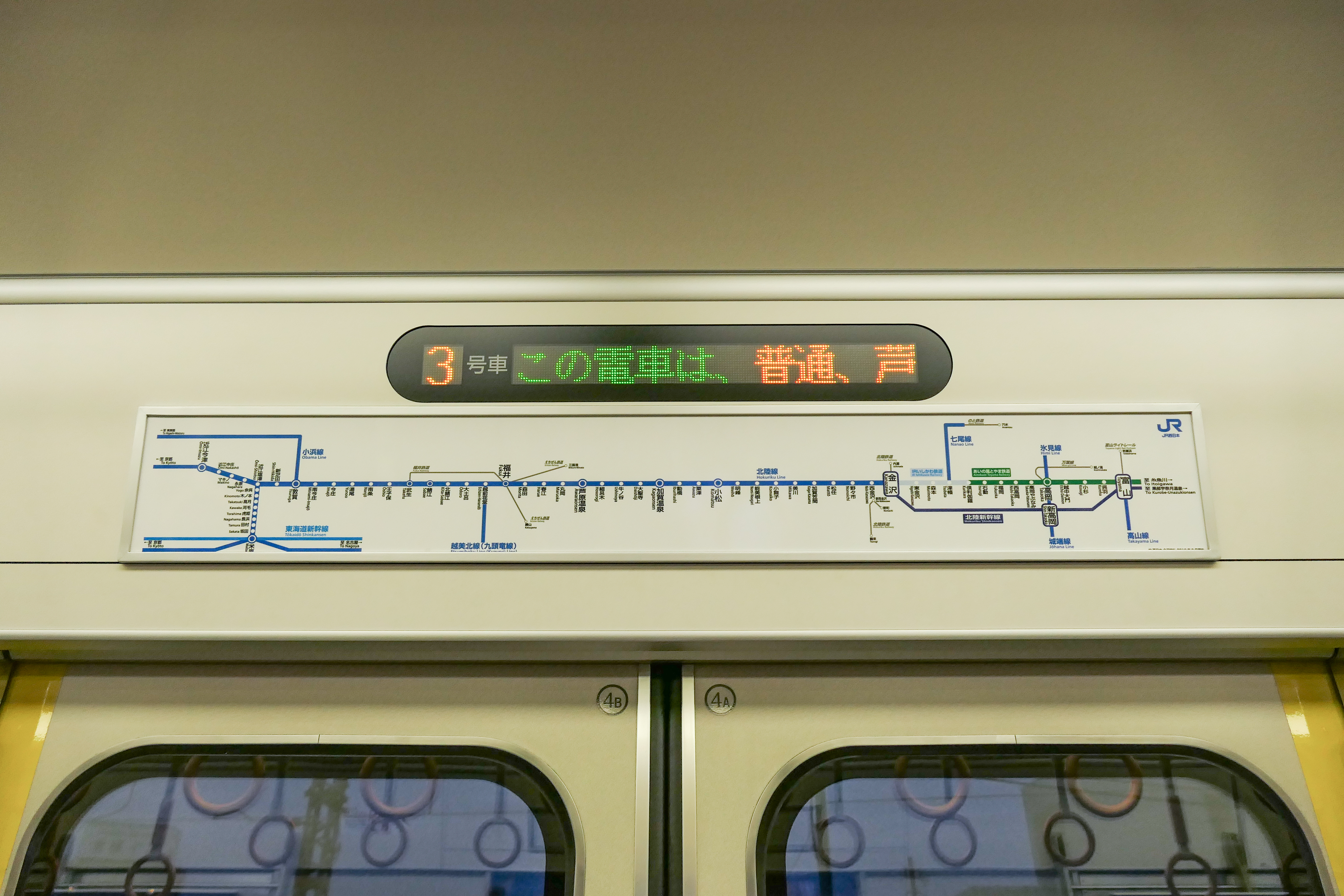
Information voyageur dans le linteau de porte

### Caractéristiques techniques
Comme ce sont des rames bi courantes , de nombreux équipements sont nécessaires. Les motrices portent l'équipement habituel pour les sections a courant continu, alors que les remorques portent les équipements pour les sections a courant alternatif, tel le pantographe, les redresseurs, et le transformateur principal (ce qui permet de l'immatriculer Tp , T signifiant remorque et p Pantographe).Disperser les équipements sur les 2 caisses permet d'équilibrer le poids sur l'ensemble de la rame, de faciliter la maintenance et éviter de mélanger équipements haute tension et d'autres moyenne tension et les problèmes qui vont avec. Ce concept d'organisation était déjà présent sur les trains express comme les séries 681/683 ,mais c'est une première sur un train de banlieue.
La motrice porte ,les onduleurs de tension(et onduleur statique) et le compresseur.
Le transformateur principal sur la remorque est de  type WTM27,et est un type auto-refroidissant qui utilise le vent généré par le train et a une capacité de 1 200 kVA .
Le redresseur principal est un convertisseur PWM auto-refroidi WPC12-G2 utilisant des éléments IGBT. Pour des raisons de redondance, les deux convertisseurs sont connectés en parallèle afin qu'en cas de défaut, un groupe puisse être libéré et le fonctionnement puisse continuer en limitant la sortie de courant.
L'onduleur est un onduleur PWM de type WPC11-G2 à trois niveaux utilisant des éléments IGBT fabriqués par Toshiba ou Mitsubishi Electric . Chaque appareil est équipé de cinq onduleurs (quatre unités de circuit principal et une unité d'alimentation auxiliaire) et utilise un système de contrôle 1C1M dans lequel un onduleur contrôle un moteur principal ( moteur à induction triphasé à cage d'écureuil ). En cas de panne de l'alimentation auxiliaire, l'onduleur du circuit principal est contrôlé à l'aide du CVCF pour fournir une alimentation auxiliaire de secours.
Le compresseur d'air est un compresseur à vis, à faible bruit , de type WMH3098-WRC1600 associé à un déshumidificateur. Le pantographe est à bras unique de type WPS28D conçu pour éviter l'accumulation de neige. L'agencement de l'équipement a été adapté autant que possible à celui de la série 683.
Chaque motrice est équipée de quatre moteurs de traction WMT102C ( 2 par bogie ,puissance nominale de 230 kW par heure ) . L'équipement de climatisation sera constitué ,par voiture , de deux unités centralisées sur le toit de type WAU708-G2  . La capacité de réfrigération de chaque unité est de 23,26 kW (20 000 kcal /h). Basés sur le type WAU708 (série 321), des amortisseurs ont été ajoutés aux prises d'air extérieur pour éviter les fluctuations de pression interne lors des déplacements dans les tunnels .
Les bogies sont les mêmes bogies sans traversin qui ont été utilisés pour la série 223 , mais afin de réduire la hauteur du plancher , la variante WDT59B (bogie électrique) et WTR243C (bogie de remorque) sont utilisés, avec la hauteur du ressort pneumatique qui est à 925 mm (15 mm de moins que la série 223). L'équipement de freinage de base du WDT59B est un frein à bande de roulement unitaire , tandis que celui du WTR243C est composé de deux freins à disque par essieu plus un frein à bande de roulement unitaire, mais le WTR243C a été équipé d'un frein de stationnement. Des préparatifs sont également en cours pour l'installation d'amortisseurs à ressorts d'essieu et de dispositifs anti-roulis en prévision de futures augmentations de vitesse .

## Formations
Kumoha type 521 (Mc)
Motrice avec cabine orientée coté d' Itoigawa et Nanao . Il dispose d'une cabine de conduite à l'avant et est équipé d'un dispositif de contrôle du véhicule, d'un compresseur d'air électrique, etc.
Série Kuha 520 (Tpc')
Remorque avec cabine orientée coté de Maibara . Il y a des toilettes  et la voiture est équipée d'un transformateur principal, d'un redresseur principal, d'un pantographe etc..(voir plus haut)

### JR West
Série 521-0
|                 | ← Maibara ,Ōmi-Imazu Tsuruga→ |                   |
|                 |                               |                   |
| Désignation     | Tpc'                          | Mc                |
| Numérotation    | Kuha(クハ)520                 | Kumoha(クモハ)521 |
| Immatriculation | E01/05                        | E01/05            |

Série 521-100
|                 | ← Kanazawa,Tsubata Nanao→ |                   |
|                 |                           |                   |
| Désignation     | Tpc'                      | Mc                |
| Numérotation    | Kuha(クハ)520             | Kumoha(クモハ)521 |
| Immatriculation | U01/15                    | U01/15            |

### Hapi line Fukui
|                 | ← Tsuruga Daishoji/Kanazawa→ |                   |
|                 |                              |                   |
|                 |                              |                   |
| Désignation     | Tpc'                         | Mc                |
| Numérotation    | Kuha(クハ)520                | Kumoha(クモハ)521 |
| Immatriculation | HF01/16                      | HF01/16           |

### Chemin de fer IR Ishikawa
|                 | ← Fukui,Daishoji /Kurikara,Toyama→ |                   |
|                 |                                    |                   |
| Désignation     | Tpc'                               | Mc                |
| Numérotation    | Kuha(クハ)520                      | Kumoha(クモハ)521 |
| Immatriculation | IR01/24                            | IR01/24           |

### Chemin de fer Ainokaze Toyama
Série 521-0
|                 | ←Kanazawa,Kurikara /Ichiburi,Itoigawa→ |                   |
|                 |                                        |                   |
|                 |                                        |                   |
| Désignation     | Tpc'                                   | Mc                |
| Numérotation    | Kuha(クハ)520                          | Kumoha(クモハ)521 |
| Immatriculation | AK01/16                                | AK01/16           |

Série 521-1000
|                 | ←Kanazawa,Kurikara /Ichiburi,Itoigawa→ |                   |
|                 |                                        |                   |
|                 |                                        |                   |
| Désignation     | Tpc'                                   | Mc                |
| Numérotation    | Kuha(クハ)520                          | Kumoha(クモハ)521 |
| Immatriculation | AK17/22                                | AK17/22           |

## Sous séries

### Série 521-0
Au total, 58 trains à deux voitures ont été introduits , tous portant des numéros consécutifs malgré la vente a plusieurs sociétés, mais certaines spécifications varient en fonction du moment de l'introduction. Pour plus de commodité, dans cette section, nous les appellerons « 1er lot », « 2e lot » et « 3e lot » afin d'indiquer les différences de spécifications en fonction de la période de production.

#### 1erLot

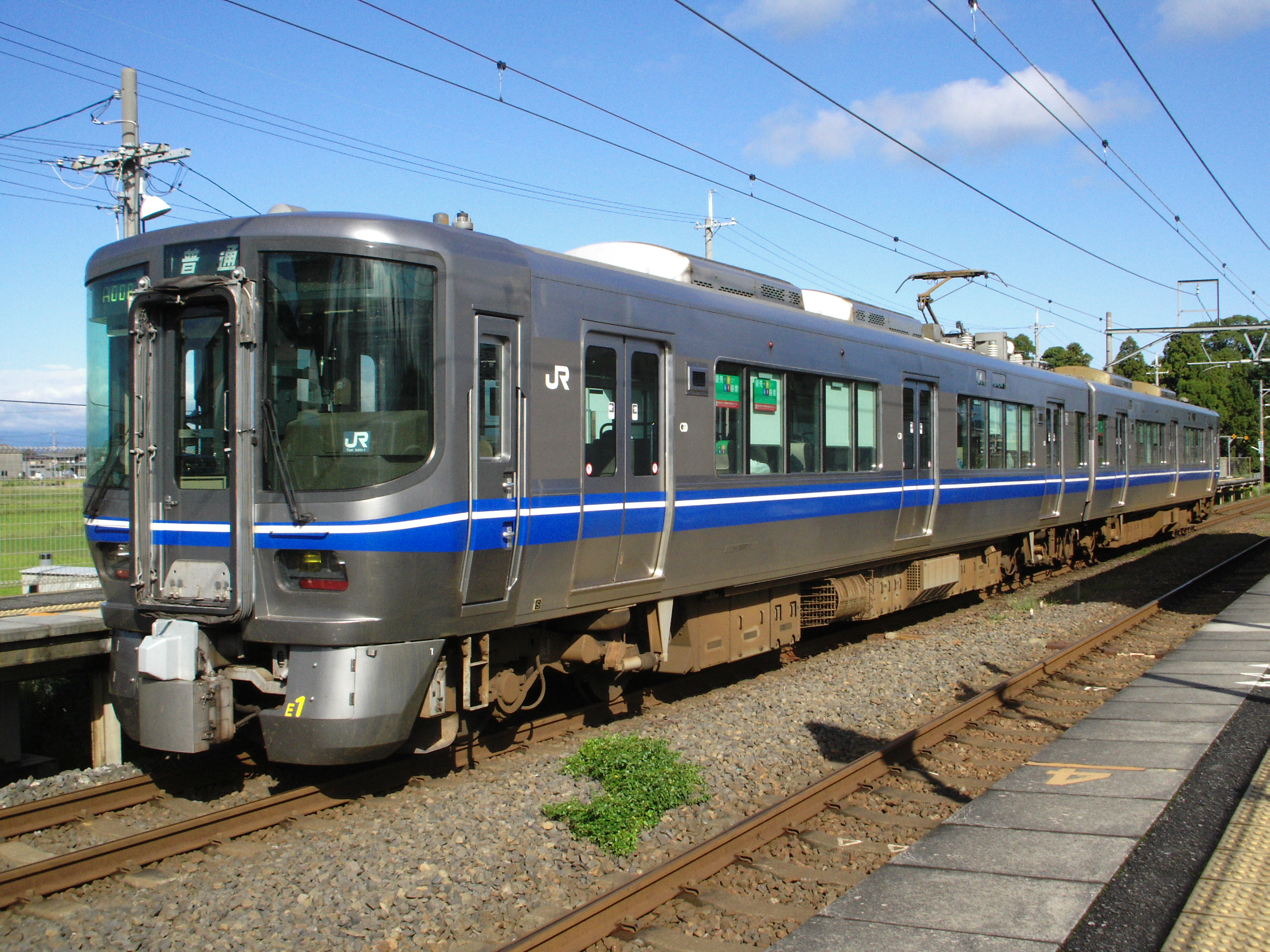
Rame du 1er lot avant l'installation des capots anti chute.

Ce lot a été introduit en conjonction avec la conversion en courant continu de la ligne principale de Hokuriku de la zone  au sud de la gare de Tsuruga , les coûts de fabrication étant couverts par les préfectures de Shiga et de Fukui. Entre septembre et octobre 2006, quatre trains à huit voitures (trains E01 - E04) ont été fabriqués par Kawasaki Heavy Industries , et un train à deux voitures (train E05) a été fabriqué par Kinki Sharyo.
Connue sous le nom de formation E, toutes les voitures étaient affectées au dépôt de Tsuruga . Il seront périodiquement affecté au dépôt de Kanazawa,.
Comme la série 125 fabriquée à partir de 2002, elle a été utilisée préférentiellement dans les deux préfectures qui avaient couverts les frais d'achat du materielet , mais avec la révision des horaires du 14 mars 2009 , sa zone d'exploitation a été élargie pour inclure la ligne Obama , et elle a également été exploitée dans la préfecture de Kyoto .

#### 2eLot

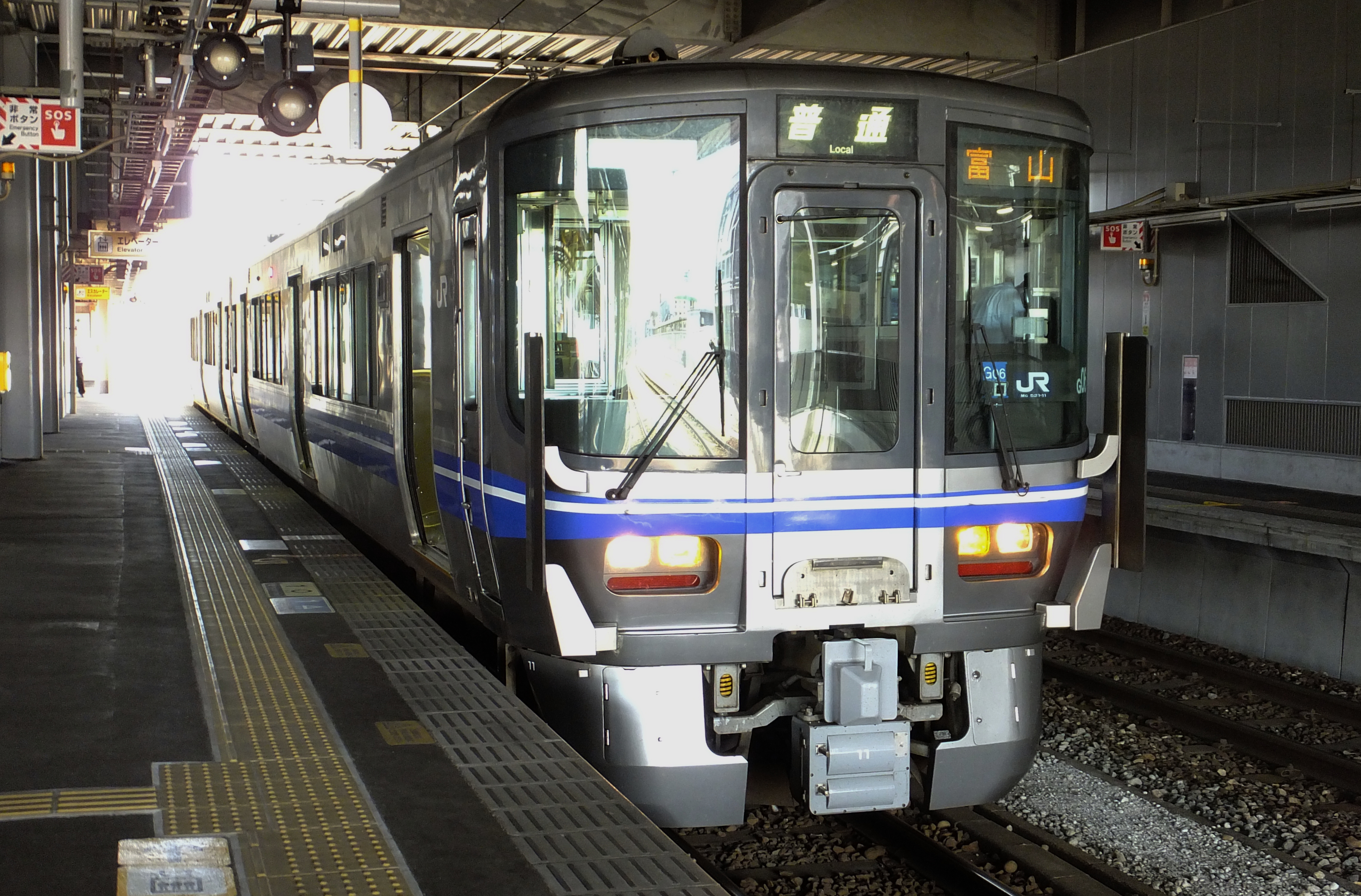
rame du 2e lot

Ce lot a été commandé par la JR West, à ses frais, afin d'améliorer l'âge moyen ,les performances, et le confort des trains de la région de Kanazawa. Dix rames de 2 voitures (G01 à G10) ont été fabriqués par Kinki Sharyo entre octobre 2009 et mars 2010, et 20 rames de 2 voitures (G11 à G15 et M01 à M15) ont été fabriqués par Kawasaki Heavy Industries entre décembre 2010 et mars 2011.
Les rames G01 à G15 ont été affectées au dépôt général de matériel roulant de Kanazawa , et les rames M01 à M15 ont été affectées au bureau de gestion du matériel roulant du centre d'opérations de Tsuruga, où elles ont été désignées avec l'immatriculation commençant par M. Cependant, les rames M ont ensuite été transférées à Kanazawa le 14 février 2014, et par conséquent, toutes les immatriculations des rames sont devenues des rames G.
Parmi ceux-ci, 16 éléments  ont été transférés au chemin de fer Ainokaze Toyama et trois ensembles ont été transférés au chemin de fer IR Ishikawa ,.
Le seul changement visible extérieur par rapport au premier lot ,concerne la forme de la passerelle avant (intercirculation). Cependant, l'intérieur a été amélioré suite à une étude sur les mains courantes et les poignées suspendues réalisée en août 2008 par l'Institut de recherche technique ferroviaire à l'aide d'un simulateur . La forme et la couleur des mains courantes ont été modifiées pour offrir une meilleure prise en cas d'urgence, leurs bords tranchants ont été courbés et les cloisons latérales des sièges longs ont été agrandies.
De plus, l'espace des toilettes de la KuHa 520 a été agrandi et l'entrée des toilettes est devenue de forme semi-circulaire. L'affichage en anglais sur l'écran LED déroulant au-dessus de la porte, affiche désormais uniquement le nom de la station en caractères romains  en pleine largeur. D'autres modifications mineures ont été apportées. Par ailleurs, les trains fabriqués par Kawasaki ne comportent plus de renfoncement autour de la poignée de la porte conducteur.

#### 3eLot

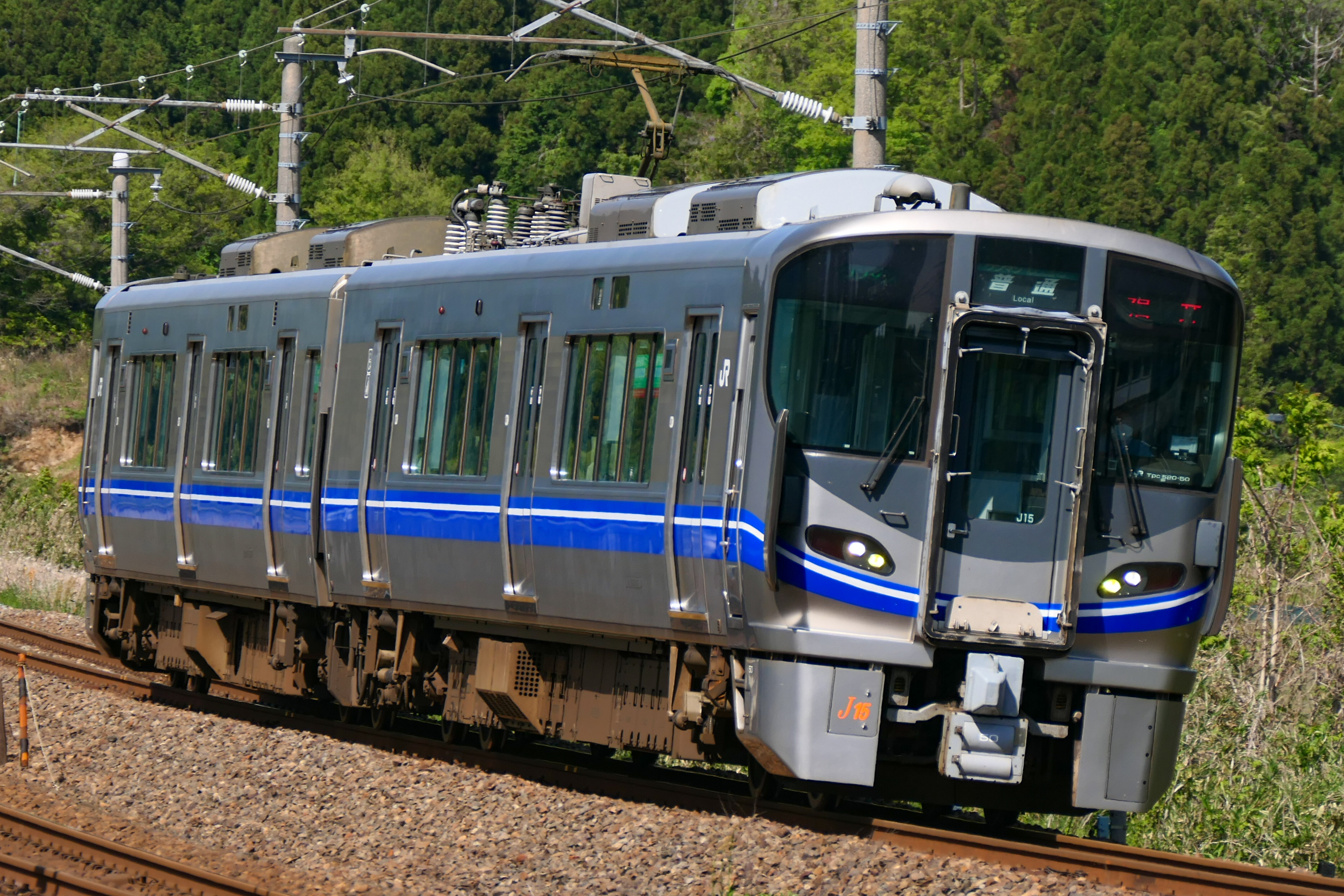
Rame du 3e lot

Comme le second lot, ce lot a été introduit pour améliorer la situation du parc de trains de la région de Kanazawa, et a encore été fabriqué par Kinki Sharyo et Kawasaki Heavy Industries Rolling Stock Company (→ Kawasaki Rolling Stock ) à partir du mois novembre 2013. 21 formations de 2 voitures (ensembles J01-J21) ont été attribués au bureau de gestion des véhicules du centre des opérations de Tsuruga en tant que ensembles immatriculés "J", mais les formations J20 et J21, ont été fabriquées juste avant l'ouverture du Hokuriku Shinkansen, ont été transférés directement à l'IR Ishikawa Railway. Le 4 mars 2017, toutes les formations restantes (J01 à J19) ont été transférés au dépôt général de matériel roulant de Kanazawa.
Les spécifications du 3eme lot sont différentes aux autres lots ,entre autres sur l'amélioration des performances de sécurité.Mais les spécifications techniques sont les mêmes que ceux du premier et du deuxième lot.Le plus grand changement ,visible , a été dans la conception de la face avant et du nez. La forme de la cabine a adopté la même structure d'absorption des chocs ( zone écrasable ) que la série 225, et les phares et feux de brouillard ont également été changés de type HID comme la série 225. Cependant, contrairement aux séries 225-0 et 225-5000, qui avaient les phares et les feux de brouillard disposés presque horizontalement avec les feux arrière positionnés au-dessus d'eux dans le bloc phare , les phares et les feux de brouillard de la série 521 étaient disposés en diagonale dans le bloc phare, et les feux arrière sont coté extérieur du bloc. Cette conception sera adoptée pour les séries 227 ,série 225-100/5100, série 323, et la série DEC700 plus tard.
En 2011 les capots anti chute positionnés aux extrémités du train sont installés de façon définitive, suite a l'accident de personne (mortel) survenu le 10 décembre 2010 à la gare de Maïko sur la ligne JR Kobe (sur la ligne principale de Sanyō).D'autres nouveaux systèmes électroniques sont installés sur ce lot ,comme des détecteurs de "comportement anormal du train" , qui détecte les conditions et les accélérations anormales, et qui active automatiquement le dispositif TE pour déclencher un arrêt d'urgence et avertir les trains environnants.Il i a également le "système de prévention des erreurs de manipulation des portes", utilisé egalement dans les autorails diesel type KiHa 120 , qui empêche l'ouverture des portes en l'absence de quai.
L'intérieur n'aura aucune modification structurelle, seul le choix de couleurs chaudes est effectuée (pour s'aligner sur l'intérieur des séries 225-0) . L'éclairage est passé aux LED, mais toujours avec les caches fluorescents classiques.
En 2021, les formations J22 et J23 ont été fabriquées pour la première fois en six ans. Toutes deux ont été fabriquées par Kawasaki Heavy Industries, et les affichages de type et de destination (girouettes) ont été remplacés par des modèles LED couleur. La forme et structure des vitres latérales est la même que pour les précédents lots, et l'éclairage a la même disposition et placement au plafond que la série 521-1000 (décrite ci-dessous) mais l'éclairage passe à de l'éclairage indirect (réflexion sur un plafond clair). Il y a également quelques légères modifications, comme l'installation de poteaux dans les sièges prioritaires et l'ajout d'une fonction de sonnerie d'urgence.
|                                |  |                  |
| Interieur d'une rame du 3e lot |  | Capot anti chute |

### Série 521-100

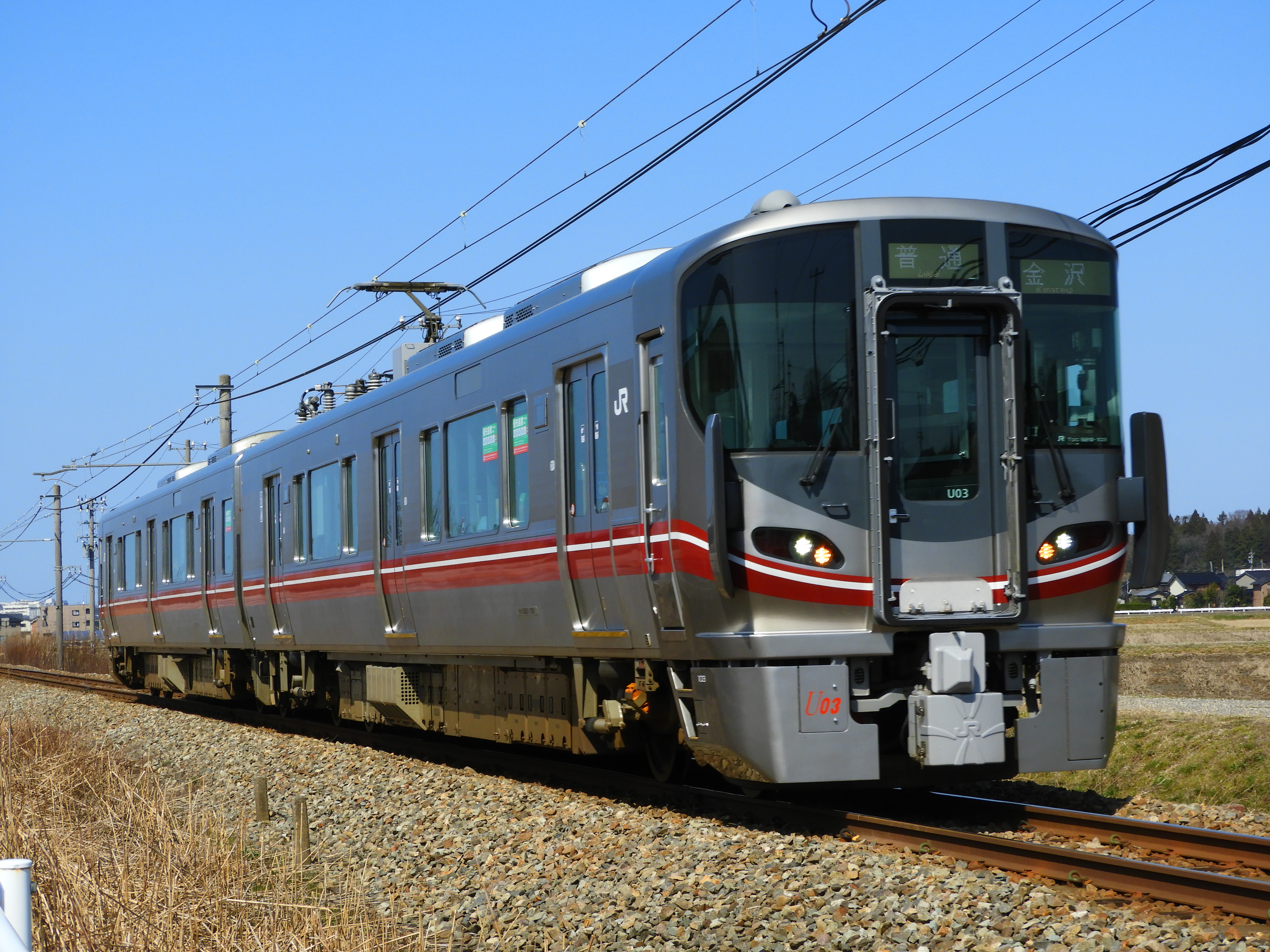
Série 521-100

JR West et IR Ishikawa Railway ont introduit de nouveaux trains pour remplacer les trains vieillissants de série 413 et série 415-800 alors en service sur la ligne Nanao et la ligne IR Ishikawa Railway .
Le train à été présenté par la JR West le 3 octobre 2020 (Reiwa 2),,, et il intègre des systèmes et mécanismes qui ont été déjà adoptés dans les séries 227 et 323 apparues entre temps.
Les principaux changements par rapport au 3e lot comprennent des phares et des feux de brouillard à LED, des affichages LED couleur pour l'indicateur de type de train et destination avant et latéral (girouette frontale et latérale), l'installation de poteaux sur les sièges prioritaires , l'ajout de fonction de détection de blocage de portes, l'élargissement de la largeur du couloir dans l'espace pour fauteuil roulant ,et l'ajout d'écrans d'information intérieurs supplémentaires ( de trois écrans à six).
La forme des fenêtres et la structure du plafond entre les portes latérales sont différentes des anciennes générations de 521 et reprennent la nouvelle forme utilisée sur les série 225,227,et 323. L'éclairage intérieur a été remplacé par un éclairage à tube droit à LED.
Comme les trains circulent principalement sur la ligne Nanao, les bandes latérales ont été changées en une couleur rouge rappelant la laque Wajima , similaire à la série 415. Afin d'accueillir le service ICOCA sur la ligne Nanao qui a débuté le 13 mars 2021 , des valideurs de billets ICOCA à bord ont été installés près de chaque entrée/sortie .
Le 24 décembre 2019, le premier lot de six formations, U01-U03, a été livré par Kinki Sharyo et  déployé au dépôt général de matériel roulant de Kanazawa. Le 15 juillet 2020, 3 formations, U04-U06,puis le 5 août, 3 autres formations, U07-U09, et le 9 septembre, 3 dernières formations, U10-U12, ont été livrées par Kinki Sharyo. Le 27 octobre 2020, 3 nouvelles formations, U13-U15, ont été ajoutées, complétant le déploiement des 15 rames de deux voitures prévues à l'origine (30 voitures).
En décembre 2020, trois trains (six voitures) ont été introduits comme nouveaux trains pour la ligne ferroviaire IR Ishikawa. Ils ont été fabriqués comme des trains de série 521-100, et les numéros de train sont attribués à partir de IR06 de la compagnie. La structure la livrée,et la conception des trains sont les mêmes que celles des trains construits  pour la ligne Nanao (série 521-100 mentionnés ci-dessus), mais le logo est la marque IR au lieu de la marque JR.
|                               |  |                                 |
| valideur ICOCA pour la montée |  | valideur ICOCA pour la descente |

### Série 521-1000

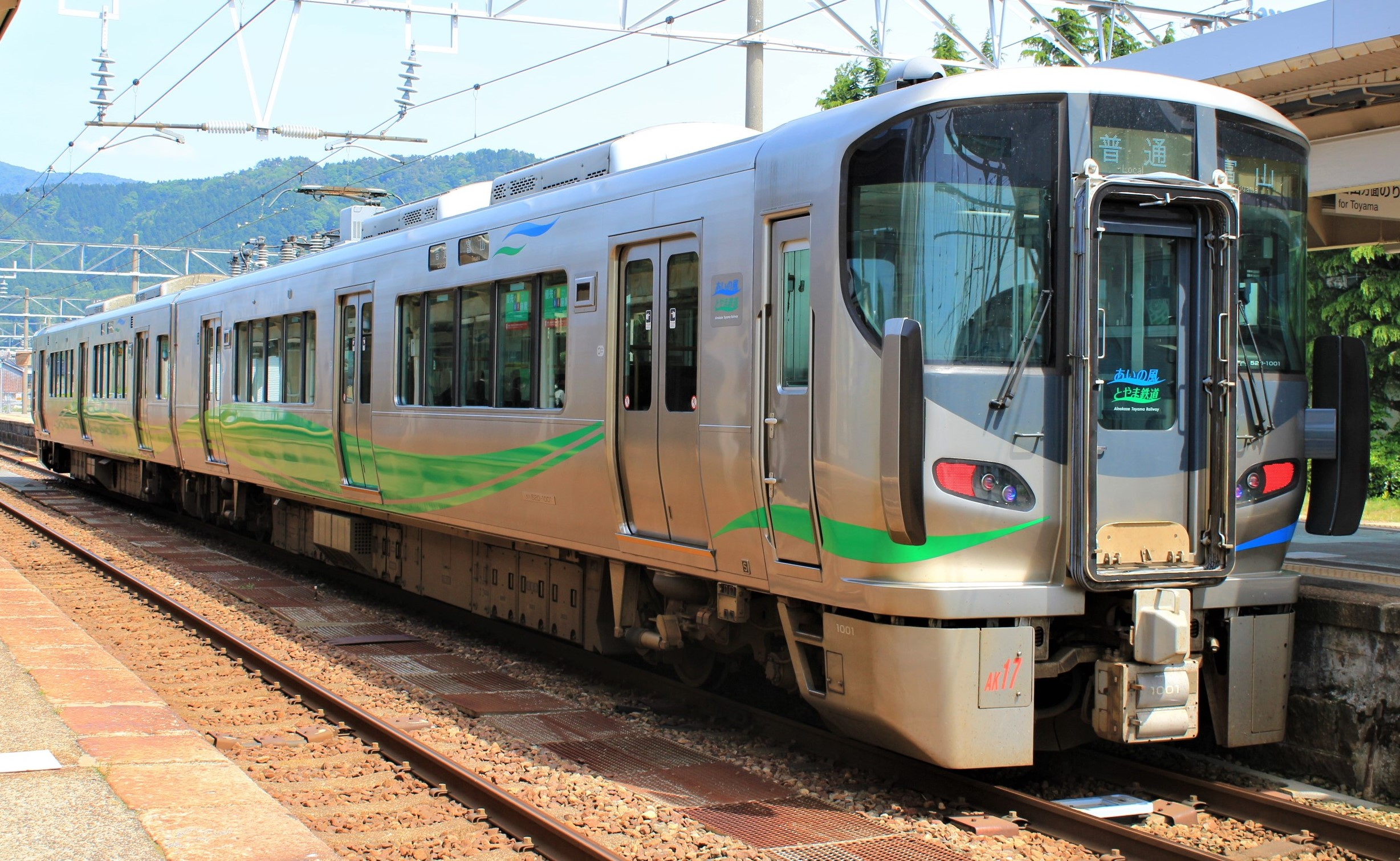
Une série 521-1000 de Ainokaze Toyama Railway

Il s'agit de la version commandée par Ainokaze Toyama Railway pour remplacer les cinq trains de la série 413 transférés par la JR West au moment de sa création . Un train a été livré en décembre 2017 (Heisei 29), un en février 2020 (Reiwa 2), un en février 2021 (Reiwa 3) par Kawasaki Heavy Industries , un en février 2022 (Reiwa 4) et deux en février 2023 (Reiwa 5)par Kawasaki Heavy Industries . Les numéros de train sont des numéros consécutifs des trains existants.
Il est conçu sur la base du 3elot de la série 521-0, mais certains des changements issu la série 521-100 ont été intégrés, ce qui en fait un modèle de transition entre les série 521-0 et 521-100.
Bien que la conception de la carrosserie et la structure des vitres latérales soient identiques à celles de la série 521-0, les affichages de type et de destination sont des LED couleur, l'éclairage intérieur est un éclairage semi-indirect avec une structure de plafond classique, et contrairement à la série 521-100 décrite ci-dessus, avec des matériaux réfléchissants de forme similaire à celle des voitures rénovées de la série 207. D'autre part, les phares et les feux de brouillard restent en HID (feux aux xénon) .
Initialement, il était prévu d'introduire 5 formations d'ici l'exercice 2022 (Reiwa 4),,, mais le plan a été modifié pour introduire 1 formation supplémentaire au cours de l'exercice 2022 (Reiwa 4), ce qui a donné lieu à une affectation finale de 6 formations de 2 voitures.
Pour attirer les passagers, trois autocollants du personnage mascotte de la compagnie « Ainosuke » sont apposés sur chaque train .

## Affectations et mouvements
Avec l'ouverture du Shinkansen Hokuriku le 14 mars 2015, le tronçon de la ligne principale Hokuriku entre les gares de Kanazawa et de Naoetsu a été séparé du reste du réseau JR et transféré à  Ainokaze Toyama et IR Ishikawa. Par conséquent, certains trains de la série 521 appartenant a la JR ont été transférés sur les lignes Ainokaze Toyama et IR Ishikawa.
Lorsque le Hokuriku Shinkansen ouvre entre les gares de Kanazawa et de Tsuruga le 16 mars 2024 , 16 trains supplémentaires sont transférés à l'IR Ishikawa Railway, et 16 trains sont transférés à la ligne Hapi Fukui , qui exploite désormais la ligne conventionnelle parallèle dans la préfecture de Fukui.

### Chemin de fer Ainokaze Toyama

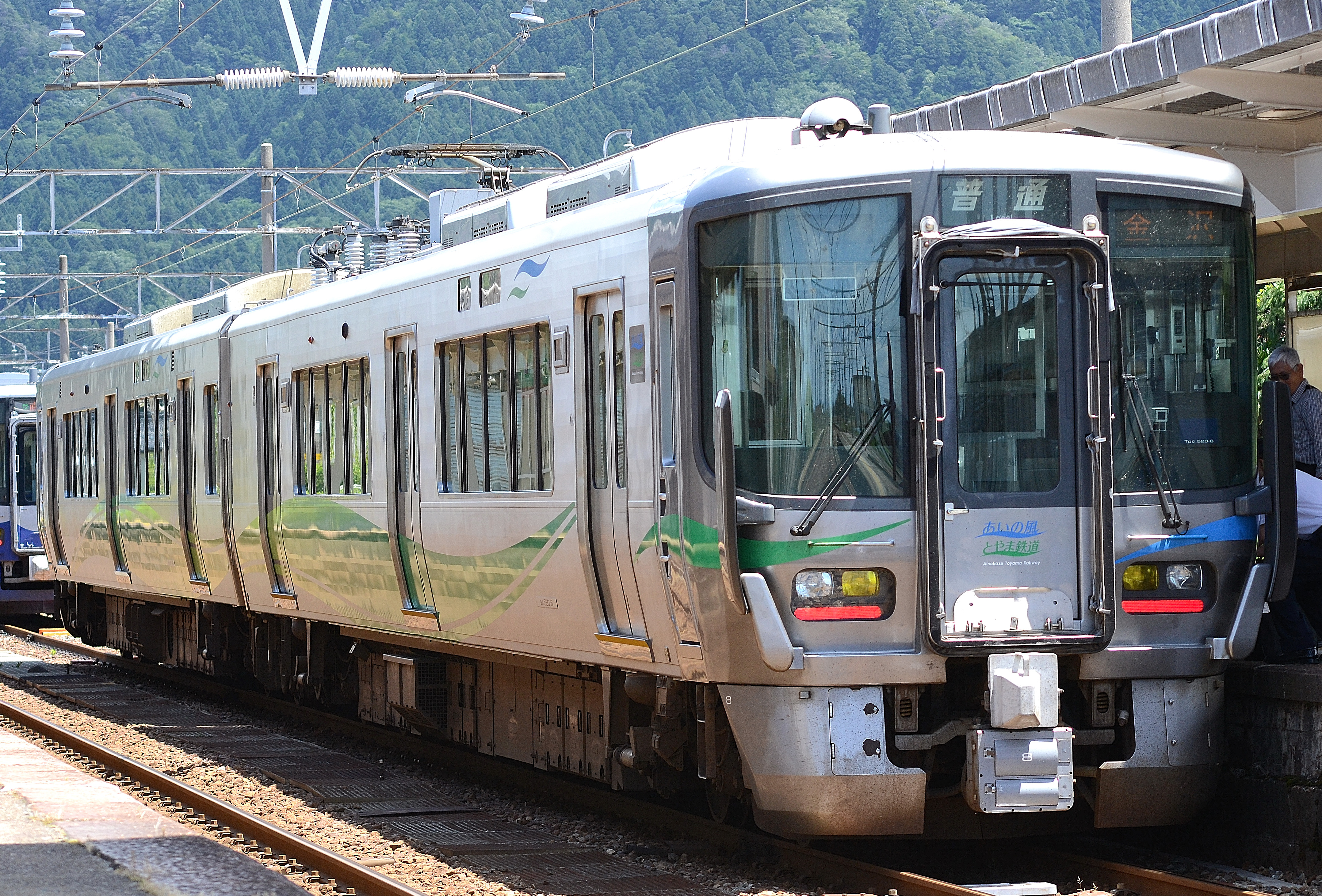
Un train transféré depuis la JR de type 521-0 (G03 desormais AK 03)

La compagnie ferroviaire qui a reçu l'exploitation de la section de la préfecture de Toyama de l'ancienne ligne principale de Hokuriku, a reçu 16 trains (32 voitures) de la JR West : n° 6-9, n° 11-13, n° 15-18, n° 21, n° 23, n° 24, n° 31, n° 32.Les trains sont tous désormais immatriculés avec "AK". Il s'agit de trains uniquement du deuxième lot de 521-0.
Les voitures sont décorés de lignes bicolores inspirées du vent : le flanc du train coté montagne est peint en bleu clair pour exprimer le mystère de la baie de Toyama , et le flanc coté mer est en vert pour représenter la richesse naturelle de la préfecture de Toyama. Ce mélange crée une combinaison : lorsqu'on regarde le flanc du train et le paysage le long de la ligne depuis l'extérieur, on distingue la mer et le bleu clair depuis le flanc de la montagne, tandis que les montagnes et le vert sont visibles simultanément depuis le flanc de la mer .
Après mars 2025, afin de maintenir la capacité de transport après le remplacement des dernières série 413, des motrices intermédiaires seront construites pour la série 521 et être intégrées aux formations existantes.Trois trains seront convertis en trains à trois voitures.

### Chemin de fer IR Ishikawa
Le chemin de fer IR Ishikawa, qui a reçu l'exploitation de la section de la préfecture d'Ishikawa, a reçu 21 rames soit 42 voitures au total, dont les numéros 10, 14, 19, 20, 22, 26, 28, 30, 34, 37, 39-43 et 52-57, de la JR West.L'immatriculation des rames commence par "IR" .
Parmi ceux-ci, les 10 voitures de 5 trains, 10, 14, 30, 55 et 56, ont été transférées en 2015 (Heisei 27), et les 16 trains et 32 voitures restants ont été transférés en 2024 (Reiwa 6).
Du troisième lot de 521-0, les voitures n° 55 et n° 56 ont été achevées le 6 février 2015 (Heisei 27) . Elles ont été initialement fabriquées comme véhicules JR West (trains J20 et J21) en livrée JR, mais n'avaient aucun historique d'exploitation en service commercial avant leur transfert.
L'avant et les côtés du véhicule sont colorés en bleu ciel et bleu, et les côtés et le capot antichute présentent des couleurs dans les cinq couleurs de l'artisanat traditionnel de la préfecture d'Ishikawa ( le Kaga Gosai ) .
Le 8 novembre 2024, l'IR22 est entrée en collision avec une voiture à un passage à niveau, endommageant le chasse-neige/soc de la voiture de tête, la KuHa 520-53, coté Tsuruga. Elle a été remplacée par un chasse-neige/soc de même forme que celui de la série 227, probablement une pièce de rechange pour la série 521-100. Le chasse-neige de la voiture opposée, la KuMoHa 521-53, est resté le même, ce qui en fait un train irrégulier avec des chasse-neige différents à l'avant et à l'arrière,.
|                                                    |  |                                                    |
| 521-0 du 2elot de voitures IR03 (anciennement G25) |  | 521-0 du 3e lot ,formation IR05 (anciennement J21) |

### Hapi-Line Fukui
Au total, 16 trains de 2 voitures, dont les unités 25, 27, 29, 33, 35, 36, 38, 44-51 et 58, ont été transférés de la JR West à la ligne Hapi Fukui, qui a été créée pour circuler dans la préfecture de Fukui. L'immatriculation des trains commence par "HF".
Le rose et le vert du logo de l'entreprise sont utilisés comme couleurs de base, avec un ruban en bas et des motifs en forme de pétales sur le reste du train .
À la mi-juin 2024 (Reiwa 6), HF16 et HF10 ont été modifiés pour adopter une palette de couleurs spéciale à la fin du mois de juin de la même année .
|                                                               |  |                                                    |
| 521-0 du 2e lot de voitures formation HF05 (anciennement G30) |  | 521-0 du 3e lot ,formation HF15 (anciennement J16) |

### JR West
Au 1er avril 2024, 15 trains U (30 voitures) sont déployés au dépôt de Kanazawa et 5 trains E (10 voitures) sont déployés à la branche Tsuruga du dépôt de Kanazawa,. Le 16 mars 2024, la section de la ligne principale de Hokuriku entre la gare de Kanazawa et la gare de Tsuruga a été convertie en une société du troisième secteur, et 16 trains (32 voitures) ont été transférés à la IR Ishikawa Railway, et 16 trains (32 voitures) ont été transférés à la Hapi Line Fukui, laissant la JR West avec 20 trains (40 voitures).
Au 16 mars 2024 (Reiwa 6), les lignes opérationnelles exploitées en série 521 sont les suivantes.
- Formation E (série 521-0)

-Ligne principale Hokuriku : entre la gare de Maibara et la gare de Tsuruga (ligne entière)
-Ligne Kosei : Entre la gare d'Ōmi-Imazu et la gare d'Ōmi-Shiotsu
- Formation U (521-100)

Ligne ferroviaire IR Ishikawa : Gare de Kanazawa - Gare de Tsubata
Ligne Nanao : Entre la gare de Tsubata et la gare de Nanao

Étant donné que les formations E sont équipées du dispositif de sécurité ATS-P requis pour l'exploitation sur la ligne Kosei et ont été fabriquées avec le soutien public des préfectures de Fukui et de Shiga,elle ne sont exploitées qu'au sud de la gare de Tsuruga par égard pour les gouvernements locaux le long de la ligne. De plus, lorsque des trains de la série 521 (y compris ceux appartenant à des compagnies ferroviaires du troisième secteur) qui ne sont pas équipés de l'ATS-P,et qui subissent une inspection au dépôt général de matériel roulant de Suita (situé dans la banlieue nord d'Ōsaka soit à 100km de Tsuruga en ligne droite),sont attelées à une formation E de série 521 de la JR West à partir de la section au sud de la gare de Tsuruga, pour le déplacement en haut le pied.Tous les trains locaux de cette série entre les gares de Maibara, d'Ōmi-Imazu et de Tsuruga sont à deux voitures. Les trains à deux voitures sont conduits par un seul conducteur(Wanman) sur toutes les sections.

### Ancienne exploitation
JR West
Entre les gares de Tsuruga et de Fukui , les trains sont généralement à deux voitures (certains en UM2 à quatre voitures), et entre les gares de Fukui et Kanazawa, en UM2 de quatre voitures (certains en US à deux voitures). Auparavant, un train du matin circulait entre Fukui et Kanazawa (anciennement Tsubata) et un train à six voitures circulait entre les gares de Matto et de Kanazawa.
Lors de leur introduction en 2006 jusqu'à l'achèvement des voitures supplémentaires en 2009, les series 521 ont été utilisées sur les trains locaux reliant les gares de Maibara et de Fukui sur la ligne principale Hokuriku, ainsi que sur la ligne Kosei entre les gares d'Ōmi-Imazu et d'Ōmi-Shiotsu. Par conséquent, la série 419 et les autres anciens trains ont été remplacés par la série 521, ainsi que par les séries 125 et 223 .
Le 14 mars 2009 , les series 521 ont également commencé à circuler sur la ligne Obama , où l'exploitation par un seul conducteur a également débuté. Cela a marqué le retour des trains en exploitation commune sur les trois lignes pour la première fois en 17 ans et demi depuis le retrait de la série Kiha 48. L'exploitation régulière sur la ligne Obama a été interrompue un an plus tard, le 13 mars 2010 .La ligne Obama est toujours exploitée en série 521 , mais sans interconnexion avec les autres lignes.

## Modélisme
La série 521 est produite a l'échelle N par Tomix , en formation de 2 voitures.

## Galerie photos

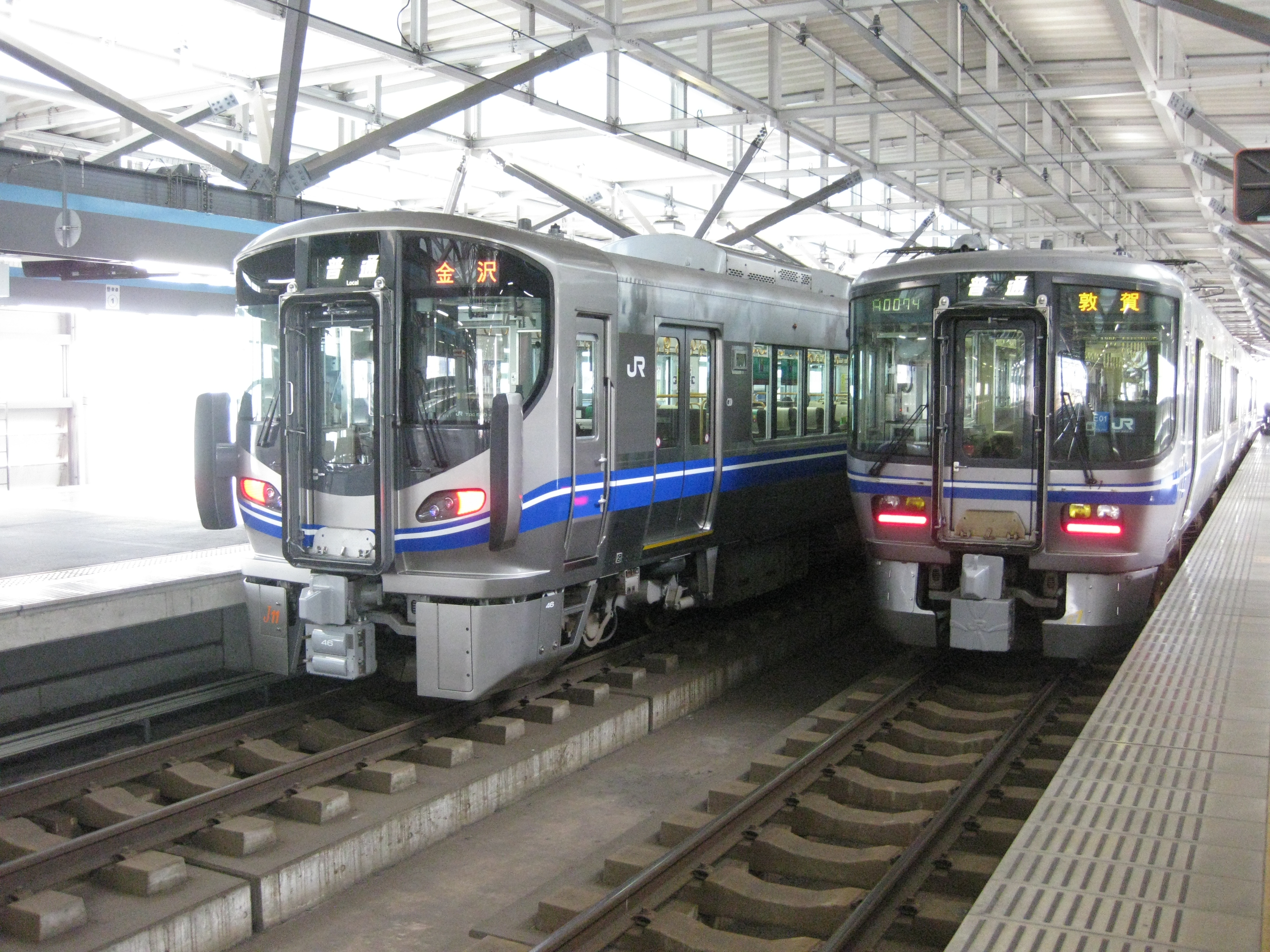
Une série 521-0 a droite et 521-0 (3eme lot) a gauche.
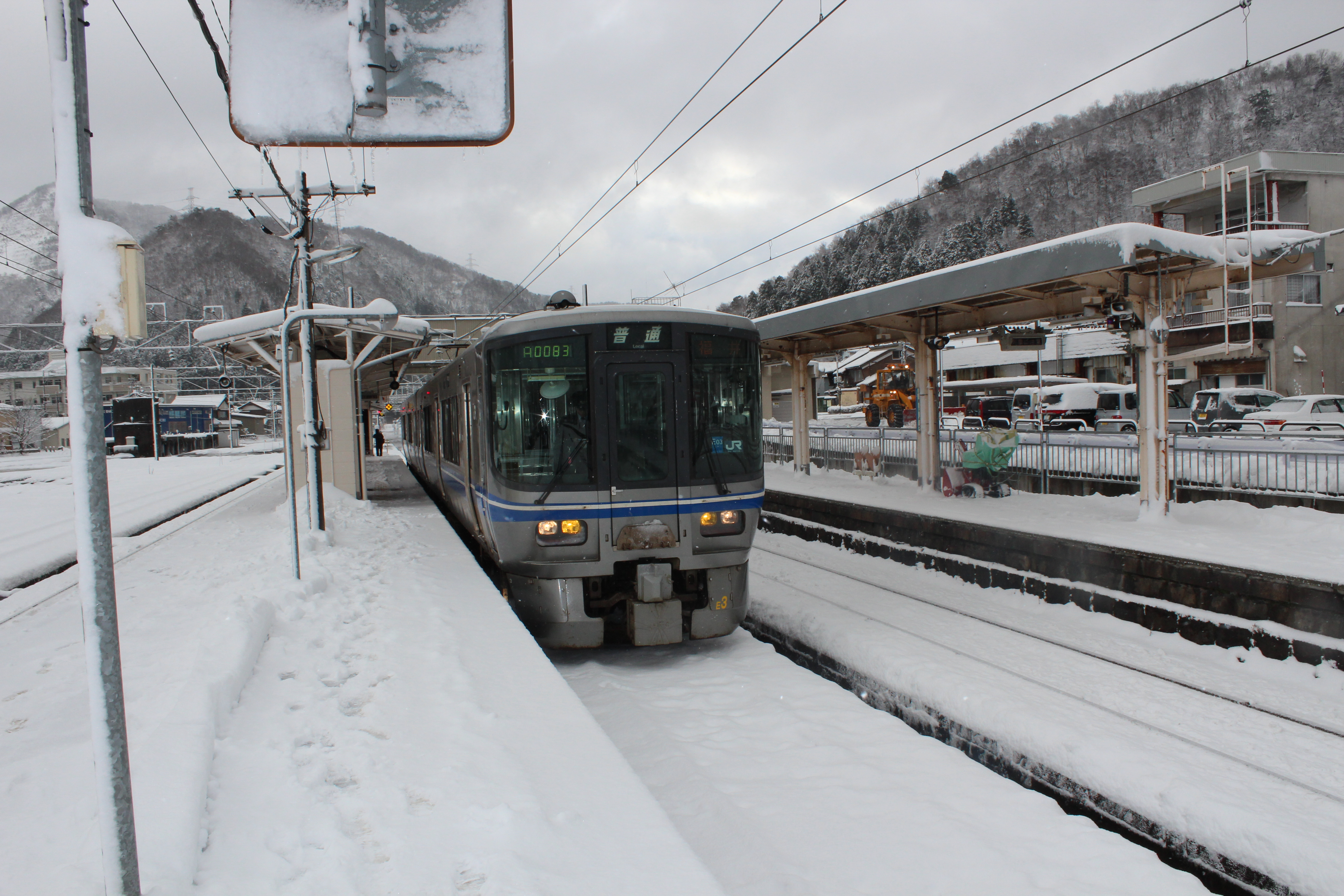
521-0 à Imajo sous un temps typique hivernal.
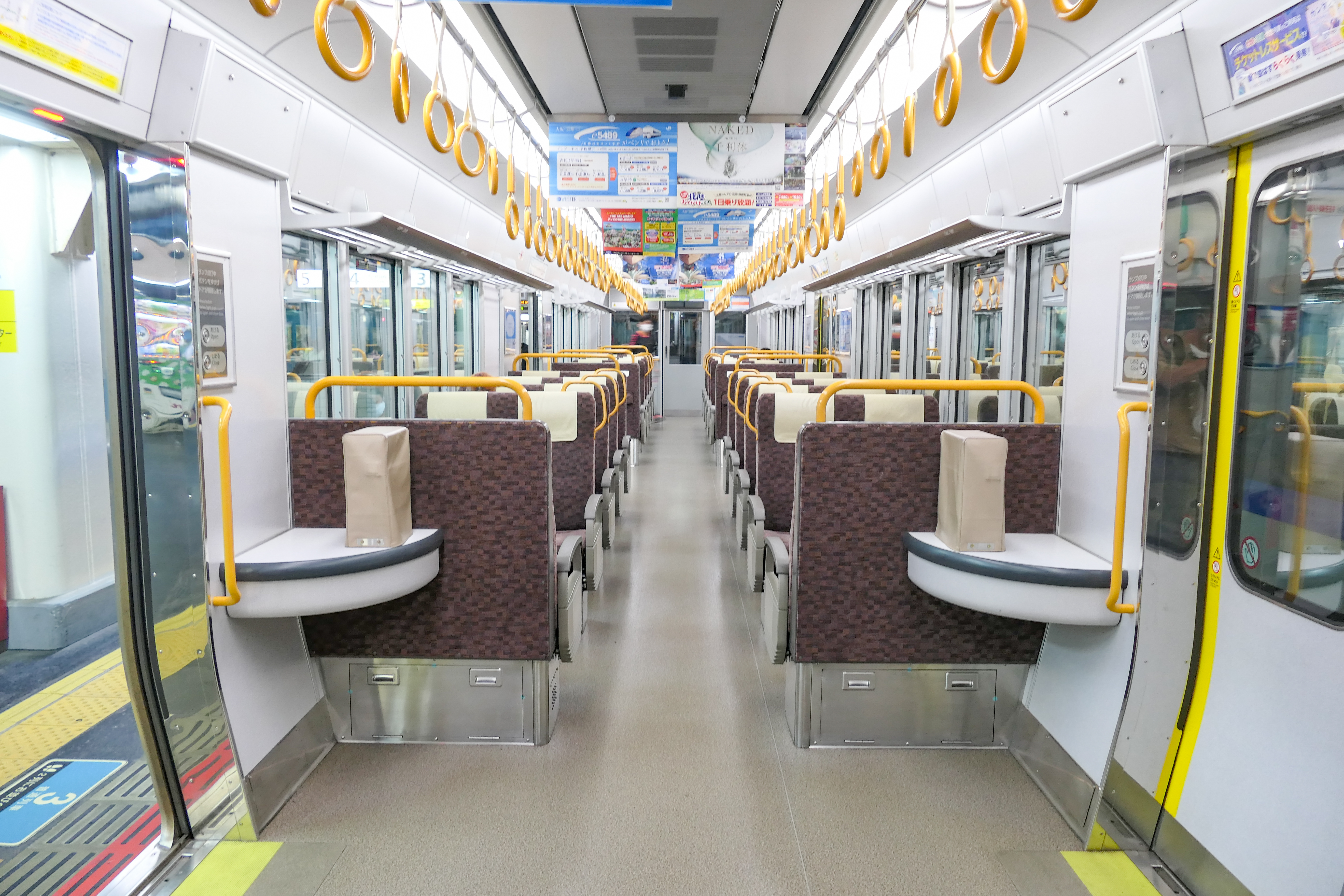
Interieur d'une 521-0
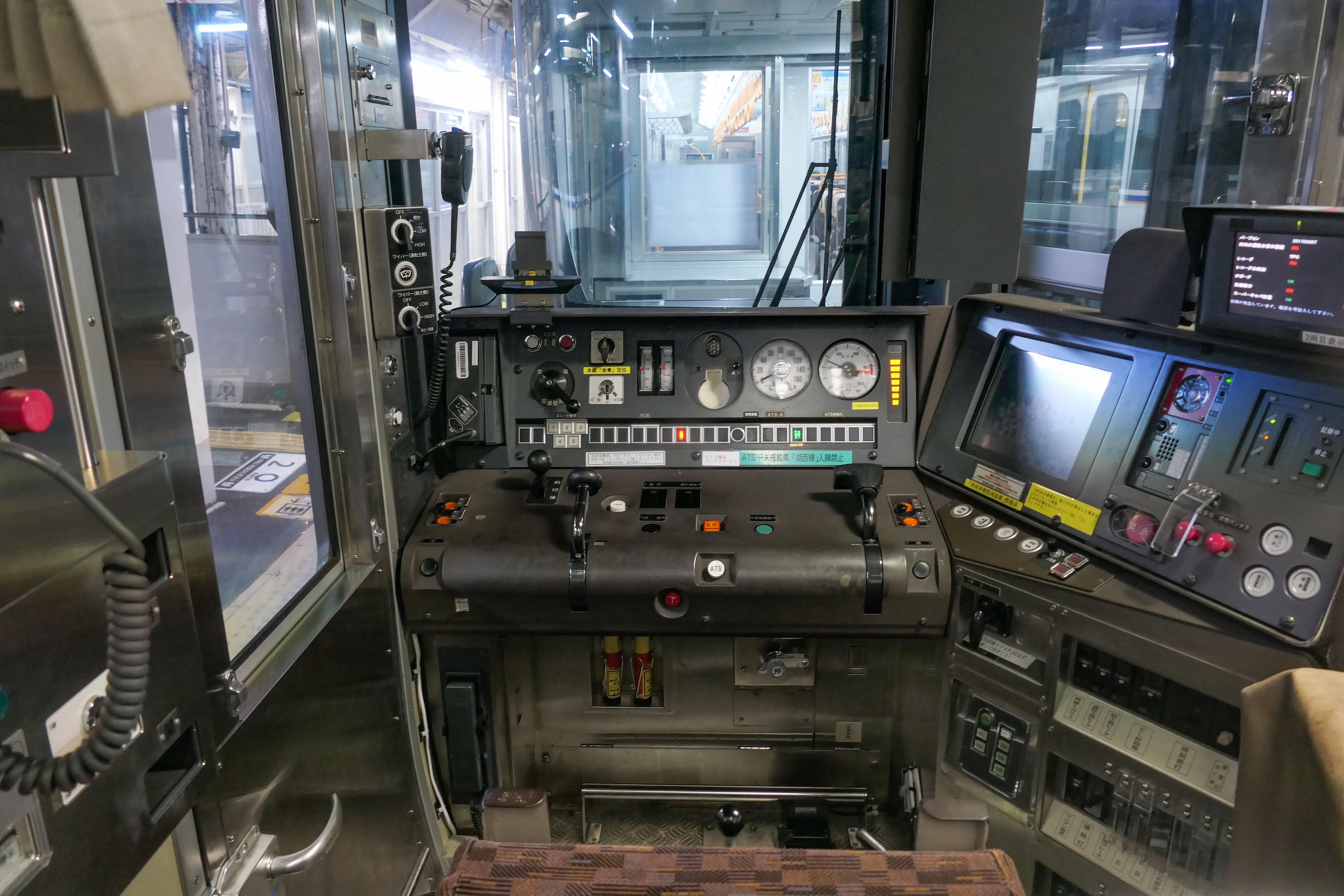
Cabine conducteur (sur le coté gauche du nez du train)
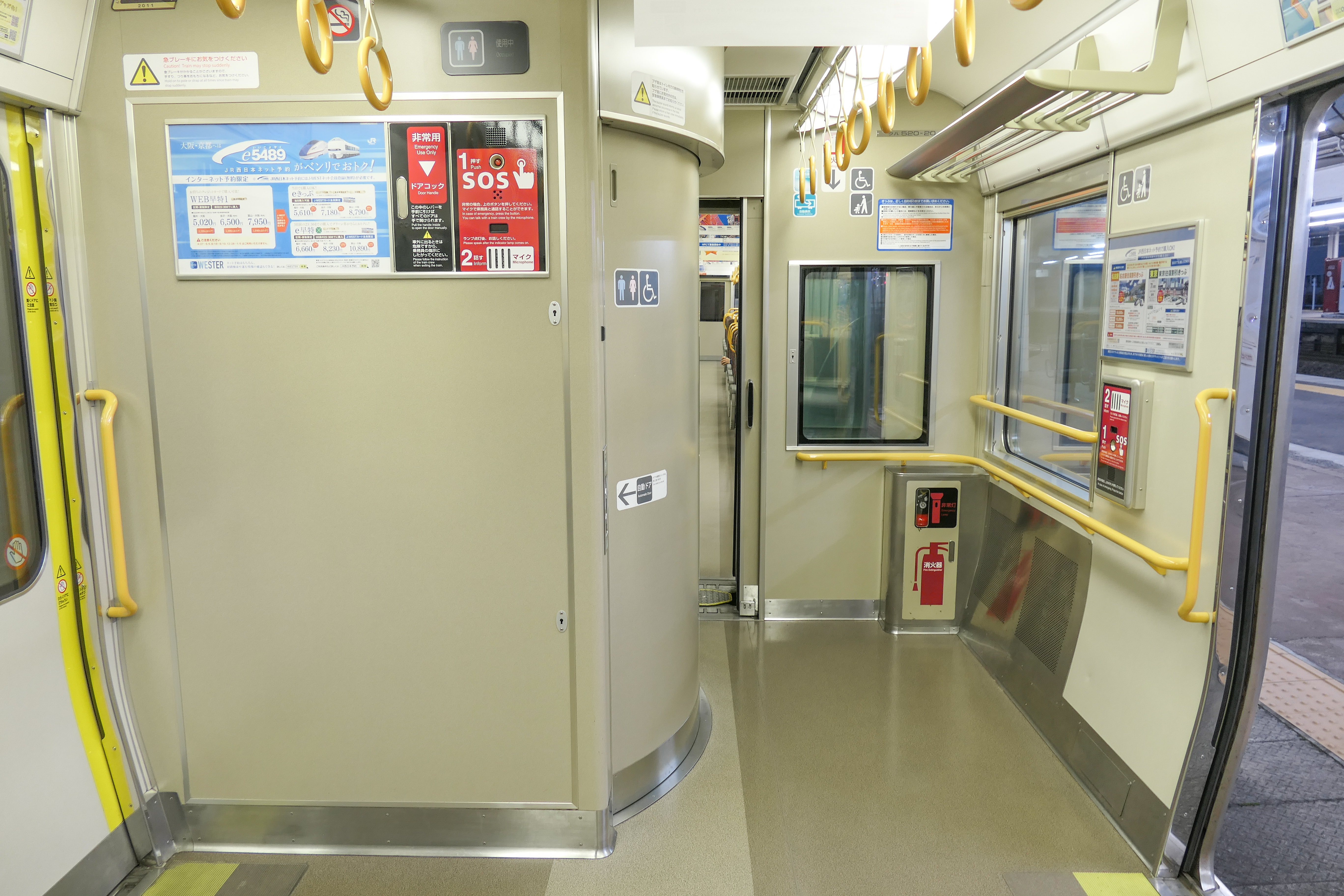
Toilette est espace UFR
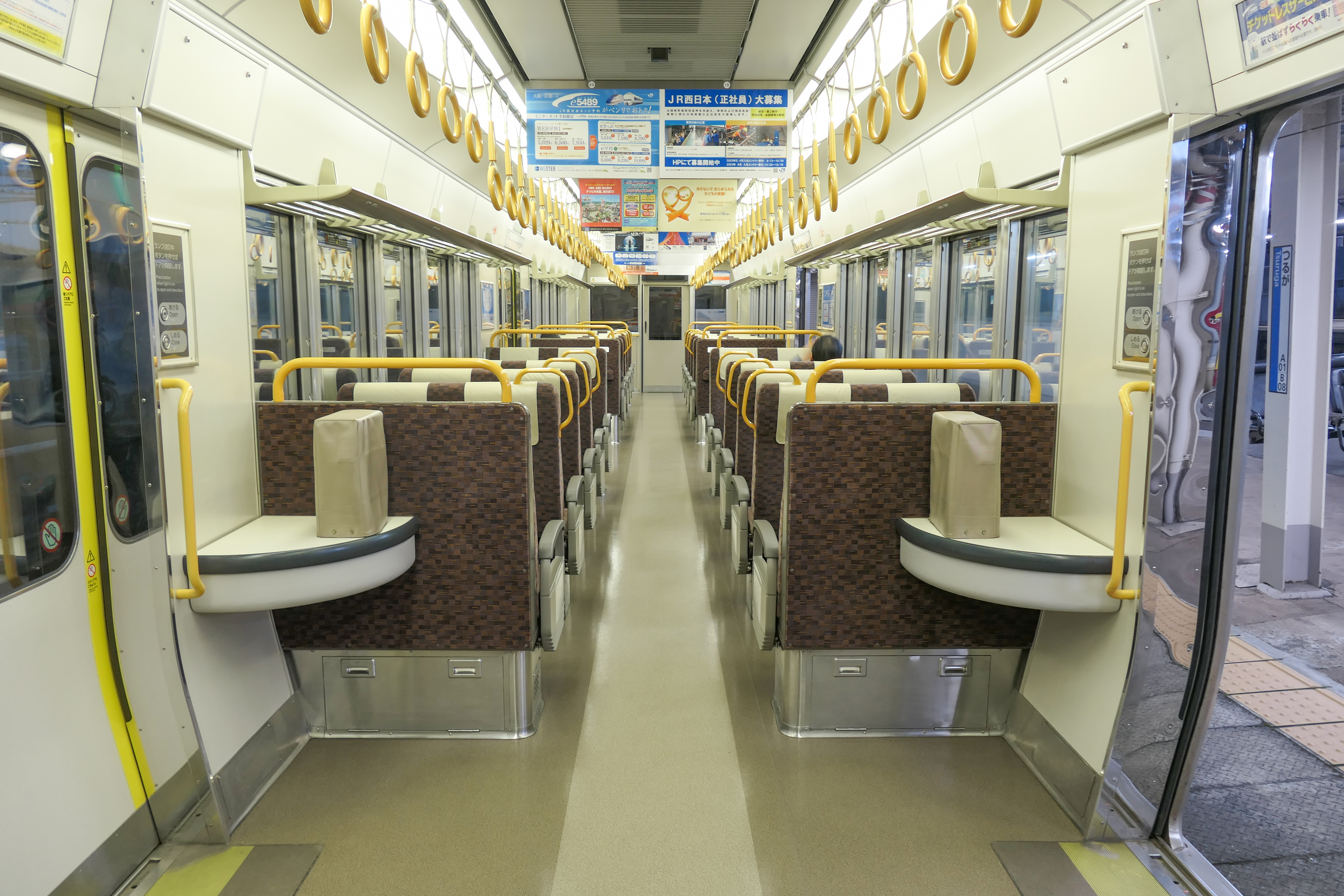
Interieur d'une motrice